# Битва під Ульмом
Битва під Ульмом (16–19 жовтня 1805) — серія сутичок наприкінці Ульмської кампанії, під час якої Наполеон I з мінімальними втратами загнав в пастку цілу австрійську армію під командуванням Карла Фрайгера Мака фон Ляйберіха та змусив її капітулювати під Ульмом (Баварське курфюрство). .

## Передумови
У 1805 році Велика Британія, Австрійська імперія, Швеція та Російська імперія утворили Третю коаліцію для повалення Французької імперії. Коли Баварія стала на бік Наполеона, 72 000 австрійська армія під керівництвом Мака передчасно вторглася в кюрфюрство, в той час як союзницька російська армія ще тільки йшла через Польщу.

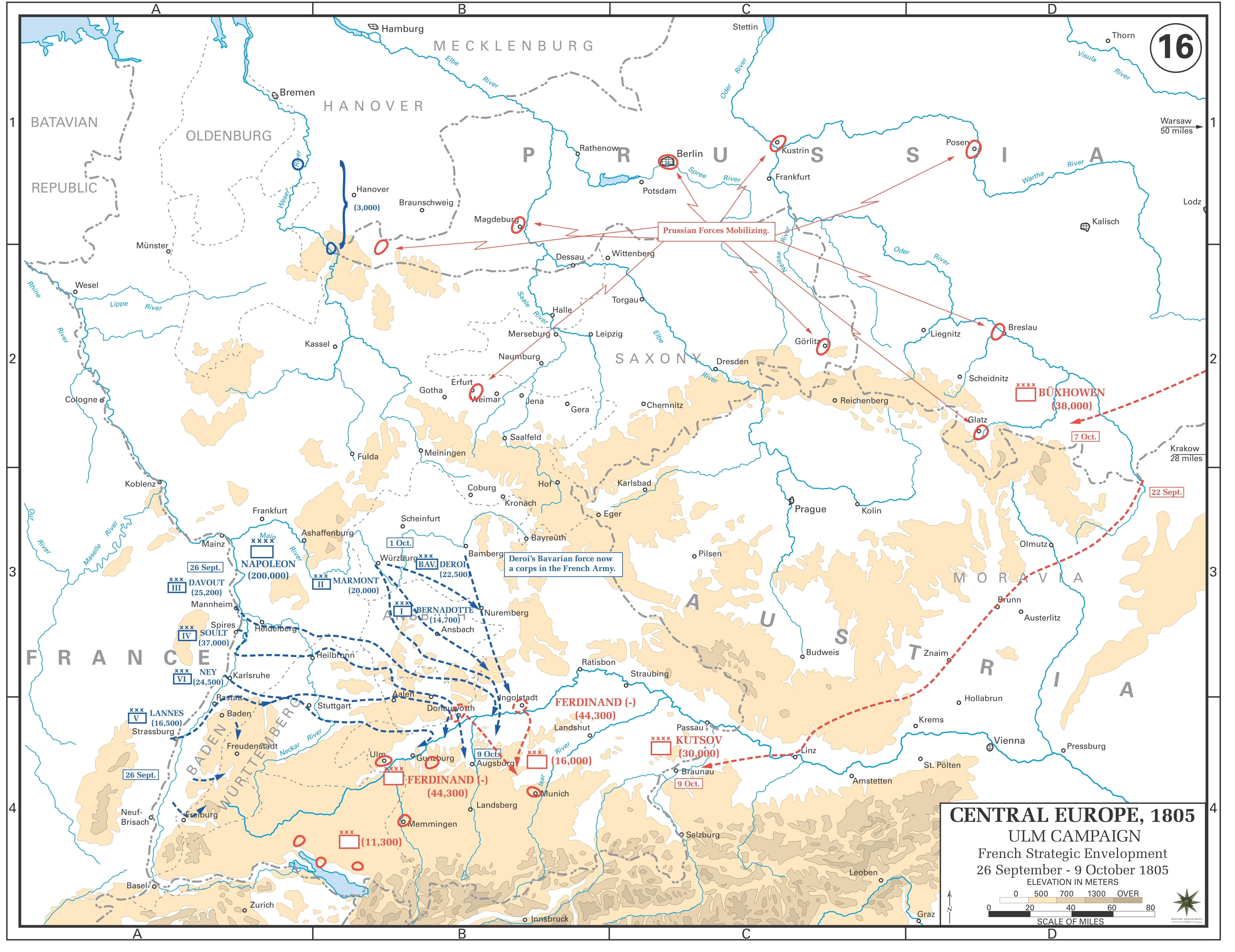
Ульмська кампанія вересень-жовтень 1805 р.

Австрійці очікували, що головне зіткнення відбудеться в північній Італії, а не в Німеччині, і планували лише захищати Альпи від французьких військ.
Популярна, але апокрифічна легенда говорить, що австрійці використовували григоріанський календар, а росіяни все ще використовували юліанський календар. Це означало, що їхні дати не збігалися, і австрійці вступили в війну з французами раніше, ніж росіяни змогли підійти на підмогу. Це просте, але сумнівне пояснення, чому російська армія сильно відстала від австрійської, вчений Фредерік Каган відкидає як «химерний міф».
Наполеон мав 177 000 солдатів Великої Армії в Булоні, які готувалися до вторгнення в Англію. Вони вирушили на південь 27 серпня і до 24 вересня були готові перетнути Рейн від Мангайма до Страсбурга. Переправившись через Рейн, велика частина французької армії зробила гігантський поворот так, що її корпуси одночасно досягли Дунаю, обернені на південь. 7 жовтня Мак дізнався, що Наполеон планує перетнути Дунай і обійти його правий фланг, щоб відрізати австрійців від росіян, які йшли через Відень. Він змінив відповідно фронт, розташувавши лівий фланг в Ульмі, а правий — у Райні, але французи пішли далі і переправилися через Дунай біля Нойбурга, Донауверта та Інгольштадта. Нездатний зупинити французьку навалу, австрійський корпус Міхаеля фон Кінмаєра залишив свої позиції вздовж річки та втік до Мюнхена.
8 жовтня дивізія Франца Ауффенберга була повністю розбита кавалерійським корпусом Йоахіма Мюрата та V корпусом Жана Лана в битві під Вертінгеном. Наступного дня Мак спробував перетнути Дунай і рушити на північ. Він зазнав поразки в битві під Ґюнцбургом від дивізії Жана-П'єра Фірмена Малгера VI корпусу Мішеля Нея, який все ще стояв на північному березі.  Під час боїв французи захопили плацдарм на південному березі. Відійшовши спочатку до Ульма, Мак знову спробував прорватися на північ. Його армія була заблокована дивізією VI корпусу П'єра Дюпона де л'Етанга та кавалерією в битві під Гаслах-Юнгінгеном 11 жовтня.
До 11 числа корпуси Наполеона були розкинуті наче широка сітка, щоб спіймати армію Мака. IV корпус Ніколя Сульта дійшов до Ландсберга на Леху і повернув на схід, щоб відрізати Мака від Тіролю. I корпус Жана-Батіста Бернадота та III корпус Луї Ніколя Даву наступали на Мюнхен. ІІ корпус Огюста Мармона знаходився в Аугсбурзі. Мюрат, Ней, Лан та імператорська гвардія почали наближатися до Ульма. Мак наказав корпусу Франца фон Вернека йти на північний схід, поки Йоганн Сигізмунд Ріш прикривав його правий фланг під Ельхінгеном. Австрійський командувач відправив корпус Франца Єллачича на південь до Тіролю, а решту своєї армії залишив в Ульмі.

## Битва

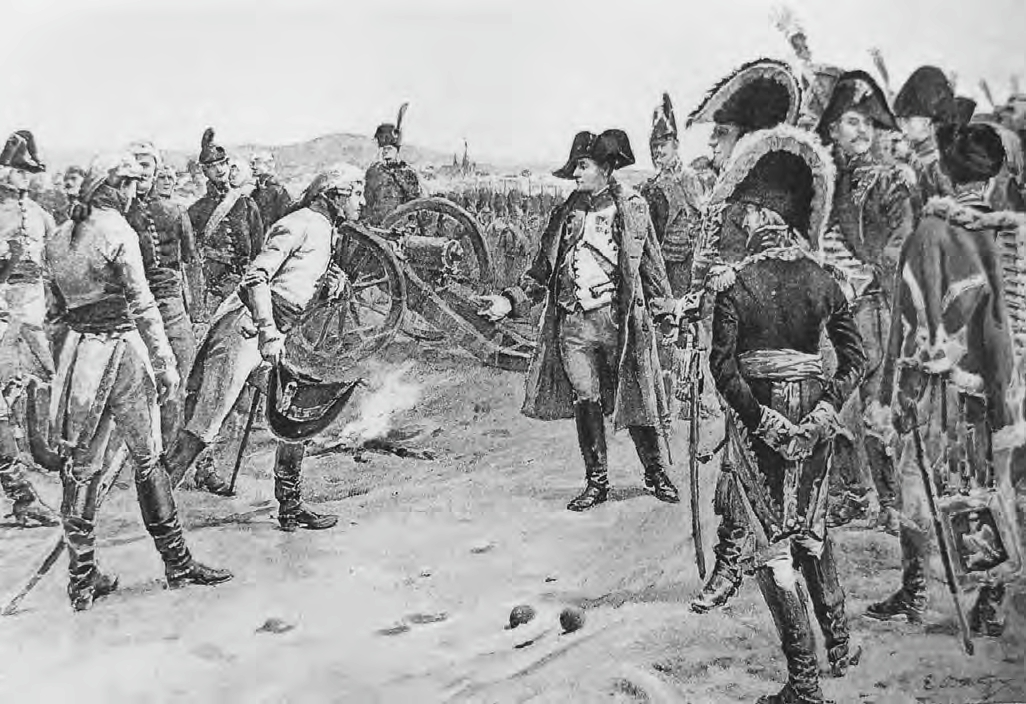
Мак капітулює перед Наполеоном в Ульмі — Поль-Еміль Бутіньї

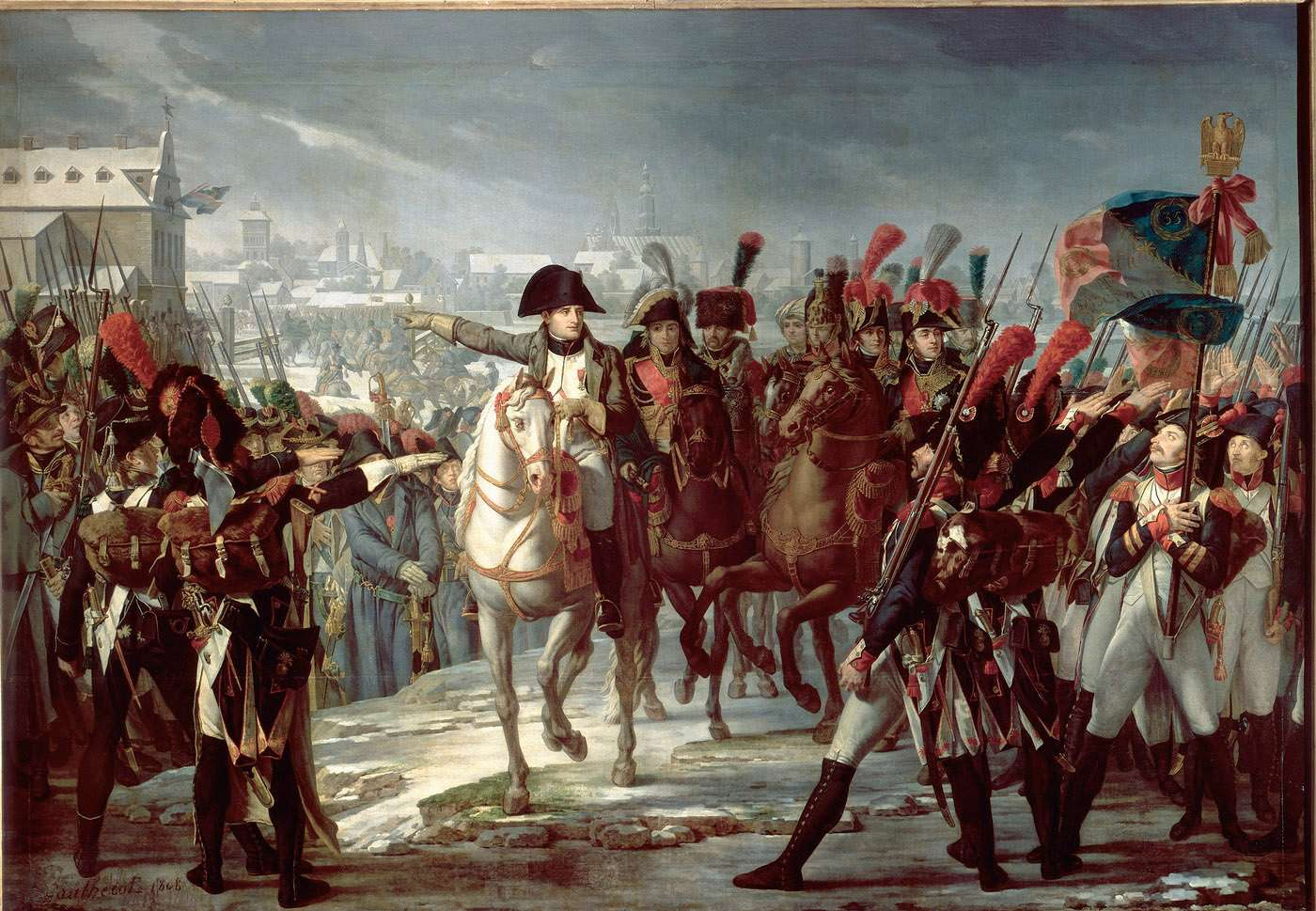
II корпус в Аугсбурзі.

14 жовтня Ней розгромив невеликий корпус Ріша в битві під Ельхінгеном і переслідував тих, хто вижив, назад до Ульма. Мурат помітив сили Вернека і кинувся в погоню зі своєю кіннотою. Протягом наступних кількох днів корпус Вернека був розбитий в низці боїв під Лангенау, Гербрехтінгеном, Нердлінгеніом та Нересгаймом. 18 жовтня він здався з рештою своїх військ. Лише ерцгерцог Фердинанд Карл Йосиф Австрія-Есте (генерал-губернатор Галичини і Трансільванії), та кілька інших генералів втекли до Богемії з приблизно 1200 кавалеристами. Тим часом Сульт домігся капітуляції 4600 австрійців у Меммінгені та розвернувся на північ, щоб оточити Мака з півдня. Єллачич прослизнув повз Сульта і втік на південь, але був вистежений і захоплений в середині листопада під час капітуляції Дорнбірна VII корпусом П'єра Ожеро, який прибув пізніше. До 16 жовтня Наполеон оточив всю армію Мака в Ульмі, і через чотири дні Мак здався з 25 000 солдатами, 18 генералами, 65 гарматами та 40 штандартами. 
Близько 20 000 австрійців втекли, 10 000 були вбиті або поранені, а решта потрапили в полон.  Близько 500 французів було вбито і 1000 поранено, що надзвичайно мала кількість для такої вирішальної битви. Менш ніж за 15 днів Велика Армія нейтралізувала 60 000 австрійців і 30 генералів. Під час капітуляції (відомої як Ульмська конвенція) Мак запропонував свій меч і представився Наполеону як «нещасний генерал Мак». Мак постав перед військовим трибуналом і був засуджений до двох років ув'язнення.

## Наслідки

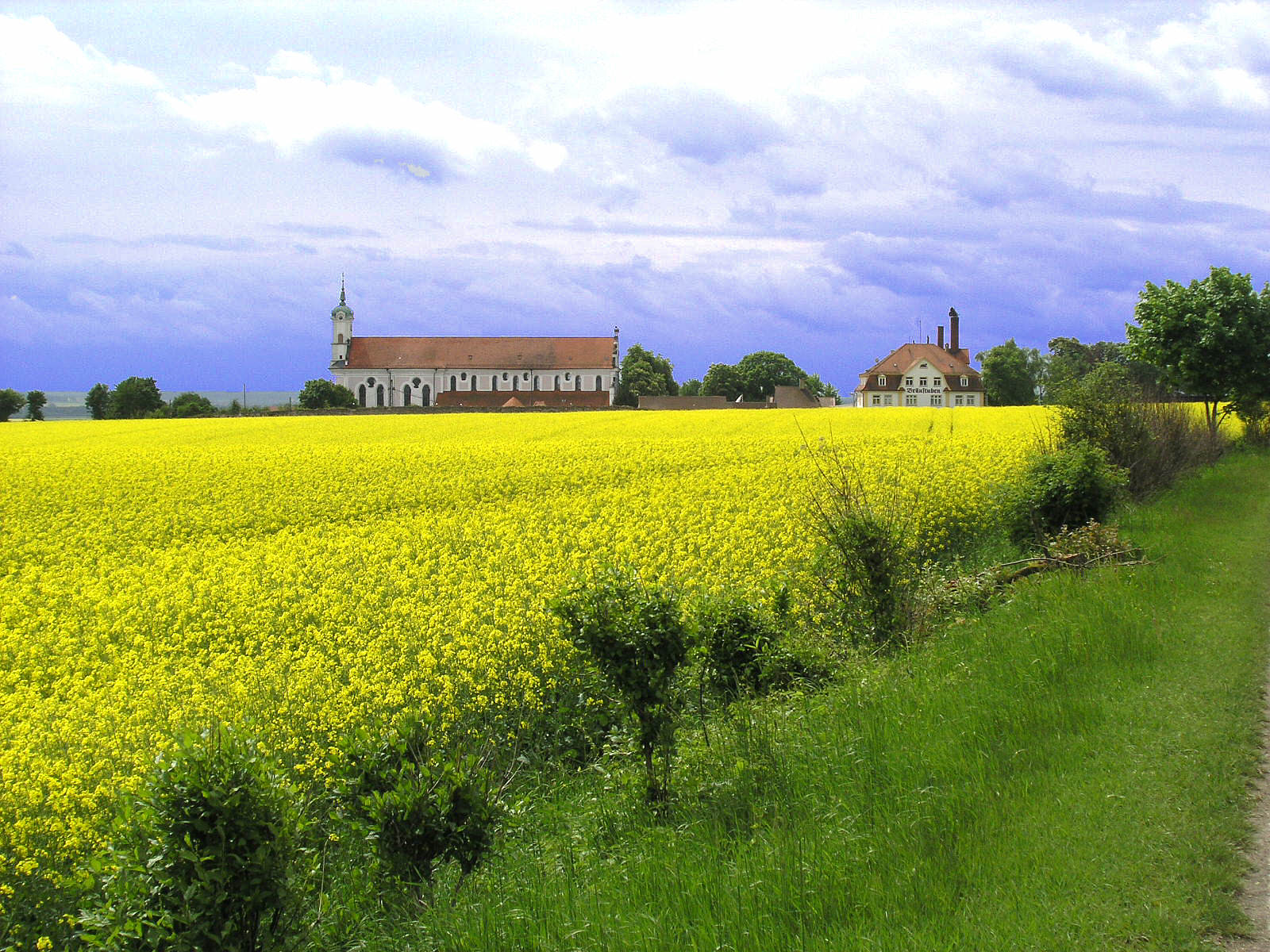
Місце битви під Ельхінгеном 14 жовтня біля монастиря в Ельхінгені

Ульмська компанія вважається зразком стратегічної перемоги, хоча Наполеон мав переважаючі сили. Кампанія була виграна без жодної великої битви. Австрійці потрапили в ту саму пастку, яку Наполеон розставив у битві під Маренго, але цього разу пастка спрацювала успішно. Все було зроблено для того, щоб збити ворога з пантелику.

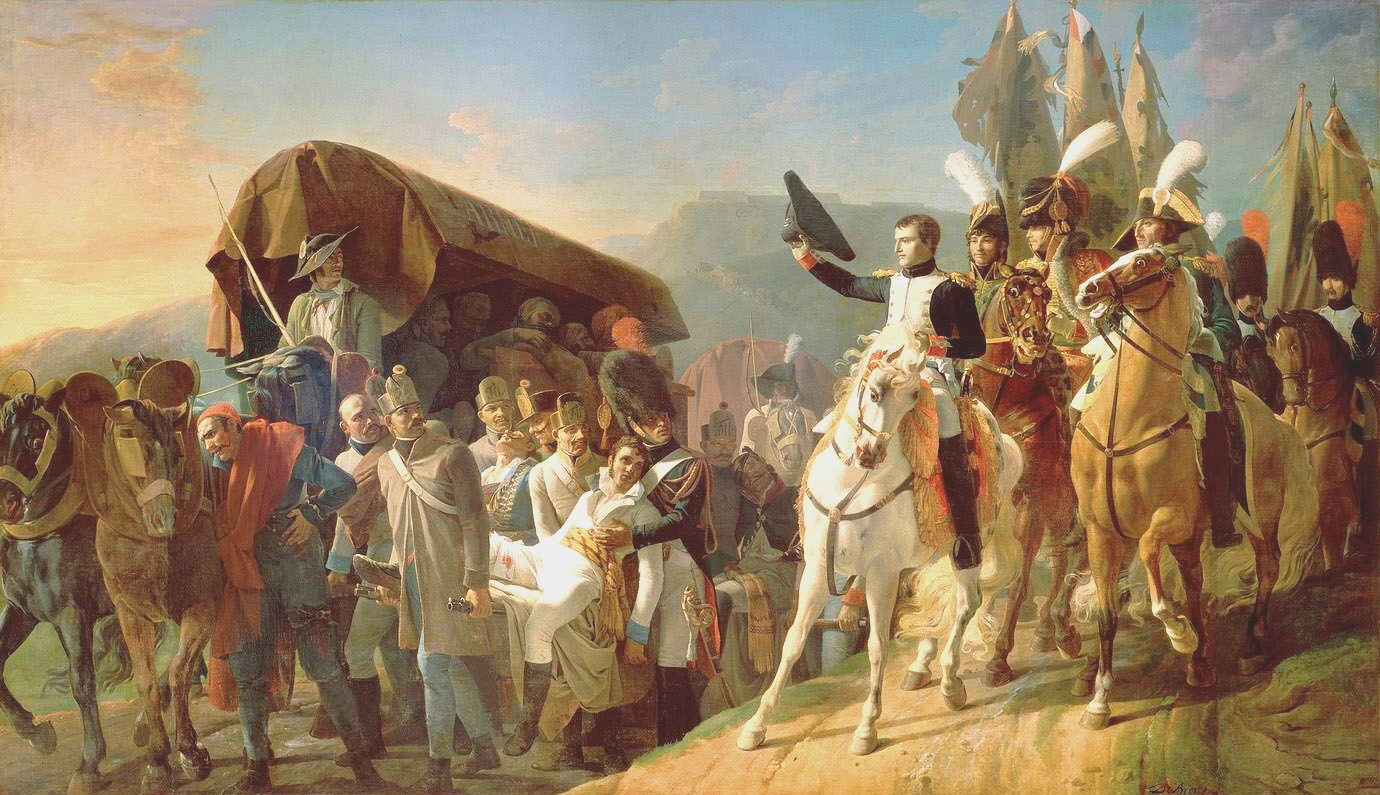
Наполеон I та поранені австрійці після капітуляції.

У своїй прокламації в Бюлетені Великої Армії від 21 жовтня 1805 року Наполеон сказав: «Солдати Великої Армії, я обіцяв вам велику битву. Але завдяки невдалим діям противника я отримав такий же успіх без жодного ризику… За 15 днів ми виграли кампанію».
Розгромивши австрійську армію, Наполеон забезпечив захоплення Відня, який був взятий через місяць.
Як і битва під Аустерліцом, Ульмська кампанія досі викладається у військових навчальних закладах по всьому світу і продовжує впливати на військових лідерів досьогодні. Яскравим прикладом є розроблений Німеччиною план Шліффена, який мав на меті оточити союзні війська на чолі з Францією та виграти Першу світову війну.
Дюпюї сказав про цю битву у своїй «Енциклопедії військової історії Гарпера», що насправді « це не була битва; це була стратегічна перемога, настільки повна і настільки переконлива, що це ніколи серйозно не оспорювалося в тактичному бою. Крім того, ця кампанія відкрила найблискучіший рік кар'єри Наполеона. Його армія була навчена до досконалості; його плани були бездоганними.»